# Pocho (cocodrilo)
Pocho (alrededor de 1950-1960 - 12 de octubre de 2011) fue un cocodrilo costarricense que atrajo la atención internacional por su relación de más de 20 años con Gilberto "Chito" Shedden, un pescador local que le encontró en graves condiciones a orillas del río Reventazón. Desde entonces, el reptil permaneció con su cuidador. Tanto Pocho como Gilberto Shedden ganaron cierta popularidad en Costa Rica, al tratarse de un caso de domesticación nunca antes registrado. El documental de 2013 Touching the Dragon detalló su relación.

## Descubrimiento
Gilberto “Chito” Shedden, un pescador, guía turístico y naturalista de Siquirres, provincia de Limón (Costa Rica) descubrió un cocodrilo macho demacrado y deshidratado que pesaba 70 kg (150 lb) a orillas del río Reventazón en 1989. Tras un examen más detenido, Shedden descubrió que el cocodrilo había recibido un disparo en la cabeza, por un ganadero local al que había atacado su ganado. Shedden llevó al cocodrilo a casa en su bote junto con la ayuda renuente de algunos amigos.
Durante seis meses, Shedden alimentó al cocodrilo  a base de pollo y pescado, a razón de unos 30 Kg a la semana. Shedden simulaba masticar para alentar al cocodrilo a comer, y realizaba actividades para animarlo.
Shedden escondió al cocodrilo en un estanque oscuro con un espeso dosel de árboles en lo profundo de un bosque cercano hasta que obtuvo los permisos de vida silvestre necesarios de las autoridades costarricenses para poseer y criar al cocodrilo legalmente.

## Mejoramiento de salud
Después de que la salud del cocodrilo mejoró, Shedden lo liberó, ahora llamado Pocho, que significa fuerte en el dialecto local, en un río cercano para devolverlo a la naturaleza pero el cocodrilo se negó a regresar a su hábitat natural. Shedden decidió permitir que el cocodrilo se quedara, donde vivía en el agua fuera de la casa de Shedden, y fue considerado un miembro de su familia junto con la esposa y la hija de Shedden.
Shedden finalmente entrenó al cocodrilo para que respondiera a su propio nombre. Durante más de veinte años, Shedden nadó con el cocodrilo en el río frente a su casa, principalmente de noche, realizando juegos con el cocodrilo.

## Espectáculos públicos
Durante más de una década Chito y Pocho realizaron un acto semanal los domingos por la tarde en un lago artificial de 100 m 2 (1100 pies cuadrados) en Finca Las Tilapias en su ciudad natal de Siquirres (Costa Rica) actuando en el agua para turistas de todo el mundo. El video documental de 2014 Dragons Feast fue realizado sobre Chito y Pocho por el director de fotografía sudafricano Roger Horrocks poco antes de la muerte de Pocho. Horrocks especuló en su documental que la herida de bala en la cabeza de Pocho podría haber dañado el cerebro del cocodrilo, por lo que el instinto habitual dio como resultado que el comportamiento del cocodrilo cambiará. Horrocks al señalar ejemplos en los que los humanos habían sido atacados por sus mascotas reptilianas incluso después de una década o más de propiedad cercana sintió que la vida de Shedden siempre estuvo en peligro cuando se metió al agua con el cocodrilo; Shedden afirmó que después de dos o tres años, algo podría pasar, tal vez ... pero después de 23 años de vivir juntos, nunca pasó nada.

## Muerte y legado
Pocho murió por causas naturales en el agua frente a la casa de Shedden en Siquirres el 12 de octubre de 2011. Después de un funeral público realizado para el cocodrilo, al que asistieron admiradores, sus restos disecados se exhiben en un museo de la ciudad de Siquirres.